# Immendorf (Pöttmes)
Immendorf ist ein Gemeindeteil des Marktes Pöttmes im Landkreis Aichach-Friedberg, der zum Regierungsbezirk Schwaben in Bayern gehört. In der gleichnamigen Gemarkung liegt auch der Weiler Wagesenberg.

## Geographie

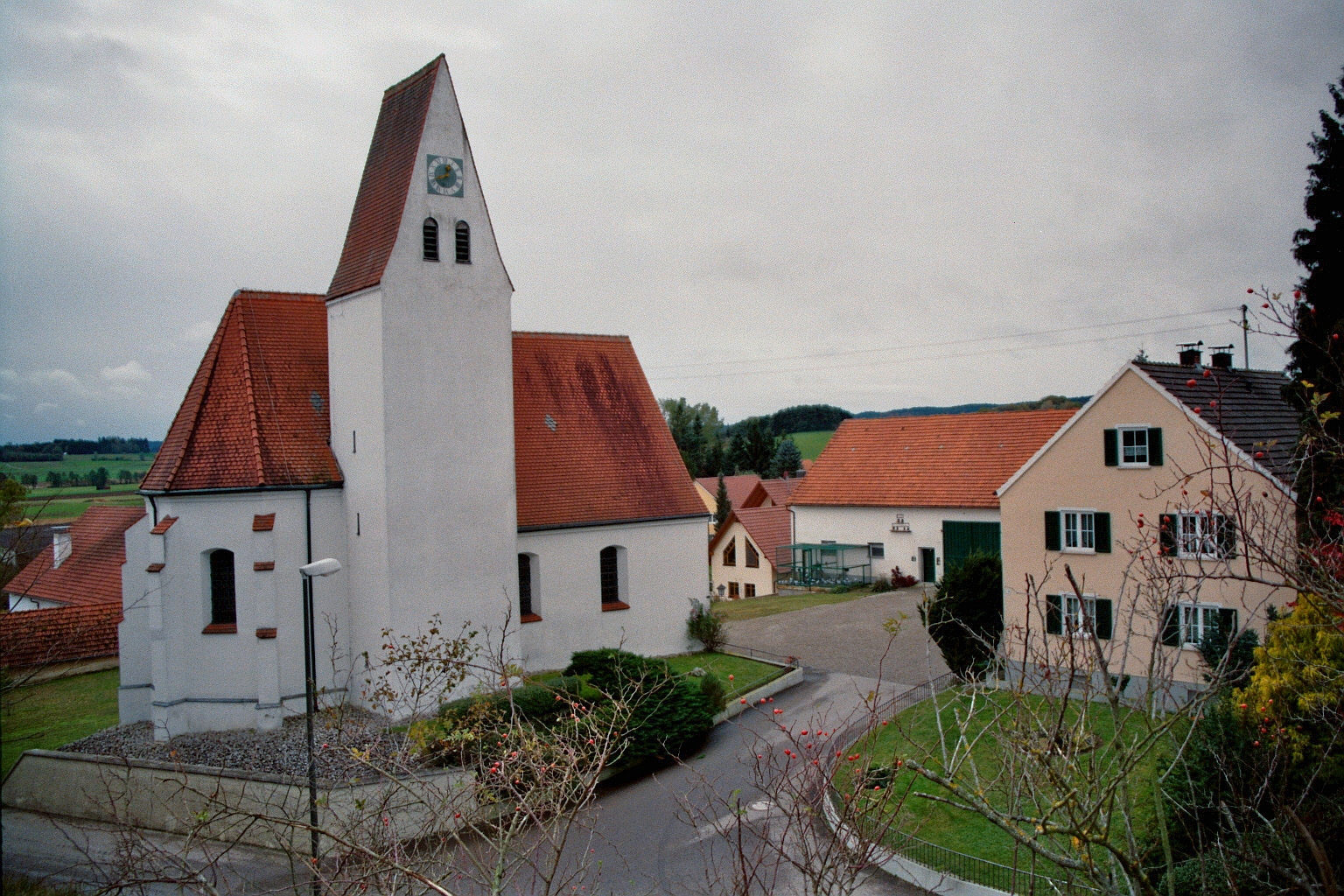
Immendorf mit der St.-Anna-Kirche

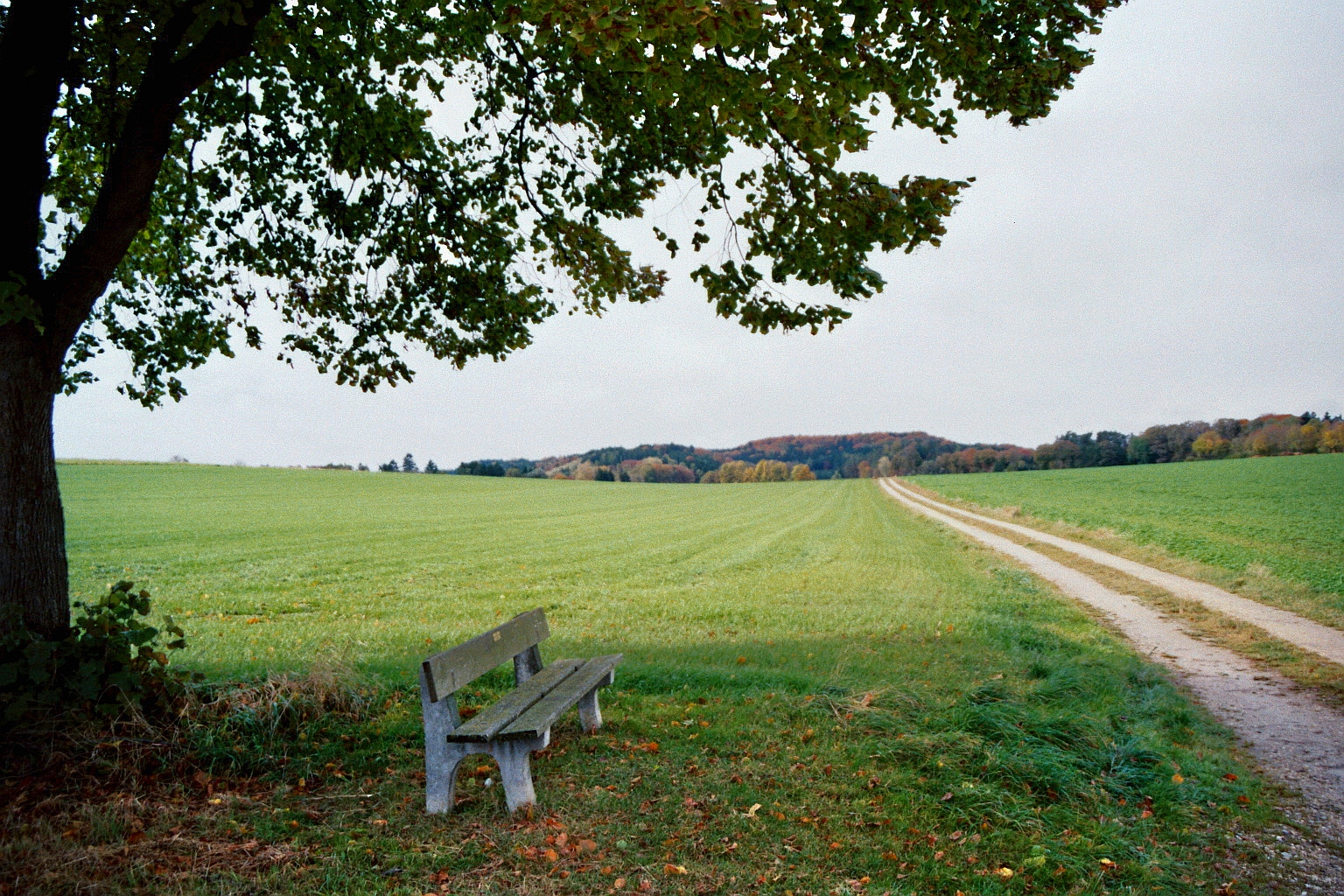
Landschaft bei Immendorf

### Lage
Das Kirchdorf Immendorf liegt südlich von Pöttmes im Donau-Isar-Hügelland. Naturräumlich gehört es also zum Unterbayerischen Hügelland, das wiederum Teil des Alpenvorlandes ist, eine der Naturräumlichen Haupteinheiten Deutschlands. Der Ortsteil Wagesenberg liegt noch auf der Aindlinger Terrassentreppe, einem Teil der Donau-Iller-Lech-Platte. Die Grenze zwischen den beiden geologischen Platten führt also direkt durch die Gemarkung.

Wagesenberg liegt westlich von Immendorf an der nordöstlich-südwestlich verlaufenden Staatsstraße St 2035 von Neuburg an der Donau nach Augsburg. Das Dorf Immendorf liegt genau in der Mitte zwischen der Staatsstraße St 2035 und der nordwestlich-südöstlich verlaufenden Kreisstraße AIC 1 von Pöttmes nach Aichach.

### Nachbarorte
Die Nachbarorte von Immendorf und Wagesenberg sind der Hauptort Pöttmes im Norden, Dieß und Au im Osten, Aumühle, Sedlbrunn und Handzell im Süden und Stuben im Westen.

## Geschichte
Bemerkenswert sind die Schanze Wagesenberg aus dem frühen Mittelalter und der Burgstall Wagesenberg aus dem Hochmittelalter, die beide bei Wagesenberg im Ebenrieder Forst liegen.
Immendorf bedeutet Dorf des Immo oder Dorf des Imo.

Es wurde erstmals erwähnt im 12. Jahrhundert als Imindorf. Im 14. Jahrhundert hatte das Kloster Monheim Besitz in Immendorf. Im 16. Jahrhundert waren weitere Grundherren die Kirchenstiftung von Pöttmes und die Herren von Gumppenberg.
Immendorf mit seinem Ortsteil Wagesenberg war bis zum 1. Januar 1970 eine selbstständige Gemeinde im Landkreis Aichach und wurde an diesem Tag als erstes Dorf in den Markt Pöttmes eingemeindet.

## Baudenkmäler
Die katholische Filialkirche St. Anna mit Chor und Satteldachturm aus der zweiten Hälfte des 15. Jahrhunderts und um 1738 erneuertem Langhaus ist unter Aktenzeichen D-7-71-156-35 in die Bayerische Denkmalliste eingetragen. Die Kirche gehört seit jeher zur Pfarrei Sankt Peter und Paul in Pöttmes.

## Söhne des Ortes
- Christoph Daferner, Fußballspieler